# Elapognathus coronatus
Elapognathus coronatus (коронована змія) — вид отруйних змій родини аспідових (Elapidae). Ендемік Австралії.

## Поширення й екологія
Короновані змії мешкають у прибережних районах на південному заході Західної Австралії, від Джералдтона до мису Арід, а також на сусідніх островах Решерш. Вони живуть на болотах, у прибережних лісах і пустищах. Гріються на відкритих кам'янистих ділянках серед густої рослинності, у разі небезпеки ховаються в норах, мурашниках або серед рослинності. Живляться дрібними сцинками й амфібіями. Живородні, народжують 3—9 дитинчат.